# Пири, Харви
Джеймс Хантер Харви Пири (англ. James Hunter Harvey Pirie; 10 декабря 1878 — 27 сентября 1965) — шотландский врач XX века, член Эдинбургского королевского общества, член Королевского колледжа врачей Эдинбурга, бактериолог, специалист по выращиванию орхидей и филателист. Пири назвал род бактерий Listeria в честь Джозефа Листера. В честь самого Пири назван полуостров, а в честь его жены — Мыс Мейбл. Свои произведения Пири подписывал как J. H. H. Pirie.

## Биография
Харви Пири родился в Глазго в семье доктора Джона Пири по адресу: Элмбанк Кресент, 26.
Пири получил свою первую медицинскую степень бакалавра медицины и бакалавра хирургии в Университете Глазго в 1902 году. С 1902 года по 1904 год Пири участвовал в Шотландской национальной антарктической экспедиции на бывшем китобойном судне «Шотландия» под командованием Уильяма Спирса Брюса в качестве хирурга и геолога. Это означало пребывание большей части 1903 года на временной базе на Южных Оркнейских островах.
Пири окончил аспирантуру в Эдинбургском университете и получил степень доктора медицины в 1907 году, защитив диссертацию на тему: «О более мелких полигональных клетках серого вещества спинного мозга» («On the smaller polygonal cells of the grey matter of the spinal cord»).
В 1908 году он был избран членом Эдинбургского королевского общества. Его рекомендовали Дэниел Джон Каннингем, Александр Брюс, Генри Харви Литтлджон и Дэвид Уотерстон.
Позже он занимался частной медицинской практикой в Шотландии. В 1913 году он начал работать бактериологом в Колониальной медицинской службе в Кении и занимал должность заместителя директора Южноафриканского института медицинских исследований в Йоханнесбурге с 1926 по 1941 год.

## Вклад в филателию
Пири был известным филателистом и специализировался в области полярной филателии. В течение тридцати шести лет он был редактором «Южноафриканского филателиста» (South African Philatelist) и написал важные труды о почтовых марках Свазиленда и Ниёве Републик. Он был удостоен чести подписать «Список выдающихся филателистов» в 1948 году и в том же году — «Список выдающихся филателистов Южной Африки».

## Избранные труды
- Littlejohn H.[англ.], Pirie J. H. H. Abstracts of recent literature: Medical jurisprudence // Edinburgh Medical Journal[англ.]. — 1911 (vol. 6, p. 71—75); 1911 (vol. 7, p. 88—93); 1912 (vol. 8, p. 82—87); 1912 (vol. 9, p. 90—94); 1913 (vol. 10, p. 178—181). (англ.)
- Mossman R.[англ.], Pirie J. H. H., Rudmose-Brown R. N[англ.]. The Voyage of the "Scotia": Being the Record of a Voyage of Exploration in Antarctic Seas (англ.). — Edinburgh & London, UK: William Blackwood & Sons[англ.], 1906. — xxiv + 375 p. — OCLC 504374725, 251942114 и 718587510. (Дата обращения: 19 мая 2020)
- Pirie J. H. H. X.—Scottish National Antarctic Expedition, 1902–04: Deep–Sea Deposits (англ.) // Transactions of the Royal Society of Edinburgh[исп.]. — 1913. — Vol. 49, no. 3. — P. 645—686. — ISSN 0080-4568. — doi:10.1017/S0080456800013120. Архивировано 26 марта 2020 года. (Дата обращения: 19 мая 2020)
- Pirie J. H. H. Observations on East African Bacillary Dysentery (англ.) // Epidemiology and Infection[англ.]. — 1917. — February (vol. 15, no. 4). — P. 565—579. — ISSN 0950-2688. — doi:10.1017/S0022172400006422. Архивировано 19 мая 2020 года. (Дата обращения: 20 мая 2020)
- Pirie J. H. H. Stamps and Postal History of Swaziland and of the New Republic (англ.). — Johannesburg, South Africa: The Philatelic Federation of South Africa[англ.], 1956. — 68 p. — OCLC 5075996. (Дата обращения: 19 мая 2020)
- Pirie J. H. H. Антарктическая почта и почтовые марки = Antarctic Posts and Stamps (англ.). — 1st edn. — Batley[англ.], Yorkshire, UK: Harry Hayes, 1975. — 71 p. — (Harry Hayes Philatelic Studies, No. 17). — OCLC 3785376. (Дата обращения: 19 мая 2020)